# Molophilus spiculistylatus
Molophilus spiculistylatus är en tvåvingeart som beskrevs av Alexander 1930. Molophilus spiculistylatus ingår i släktet Molophilus och familjen småharkrankar. Inga underarter finns listade i Catalogue of Life.